# Nick Noble (Fußballspieler)
Nicholas Noble (* 1. September 1984 in Charleston, West Virginia) ist ein ehemaliger US-amerikanischer Fußballtorhüter.

## Karriere
Noble spielte von 2003 bis 2006 im College Soccer in 79 Partien für die West Virginia University. 2006 wurde er in das First Team All-American der NCAA gewählt und damit als bester Collegetorhüter der Saison ausgezeichnet. In den Saisonpausen während seiner Studienzeit spielte er einige Partien in der USL Premier Development League für die Bradenton Academics (2005) und West Virginia Chaos (2006). Nach dem Ende seiner Collegelaufbahn wurde er im MLS Supplemental Draft 2007 von Chicago Fire in der 1. Runde an 7. Stelle gedraftet.
Hinter den Stammtorhütern Matt Pickens und Jon Busch kam Noble in den folgenden zweieinhalb Jahren nur in einem Pflichtspiel im Lamar Hunt U.S. Open Cup und in einigen internationalen Freundschaftsspielen zum Einsatz. Im Juni 2009 wurde er von Chicago Fire auf die Waiver-Liste gesetzt und verbrachte die restliche Saison in der USL First Division bei den Austin Aztex. Anfang 2010 wechselte Noble als Nachfolger seines Landsmanns Colin Burns zum schwedischen Zweitligisten Ljungskile SK. Schnell wurde er hier zum Stammtorhüter der Mannschaft.
Am 22. Dezember 2011 unterzeichnete er einen Vertrag mit Los Angeles Galaxy, wo er ab der Saison 2012 spielen sollte. Am 29. Februar 2012 wurde er den Kaliforniern allerdings wieder freigestellt, damit diese den Torhüter Bill Gaudette verpflichten konnten.
Im April 2012 wechselte er zum USL-Pro-Franchise Harrisburg City Islanders. Gleich in der ersten Saison konnte er sich als einer der besten Torhüter der Liga etablieren und war für den USL Goalkeeper of the Year Award nominiert. Bei diesem Verein beendete er auch im November 2017 seine aktive Karriere.